# Essener Verkehrs-AG
Essener Verkehrs-AG (EVAG) – byłe przedsiębiorstwo transportowe w Essen, które obsługiwało linie tramwajowe, autobusowe i premetra w ramach Verkehrsverbund Rhein-Ruhr (VRR). 1 września 2017 r. zostało połączone z Mülheimer VerkehrsGesellschaft (MVG) w nową spółkę Ruhrbahn.

## Historia
23 sierpnia 1893 r. Bank Handlu i Przemysłu (Bank für Handel und Industrie) i przedsiębiorca Herrmann Bachstein uruchamiają pierwsze linie tramwajowe w Essen. 11 lutego 1895 r. Bachstein zakłada spółkę akcyjną Süddeutsche Eisenbahn-Gesellschaft (SEG), do której wnosi system tramwajowy w Essen. 11 lipca 1925 r. spółka uruchamia pierwsze linie autobusowe.
1 stycznia 1954 r. SEG przejmuje Verkehrsgesellschaft Baldeneysee, a 29 września zmienia nazwę na Essener Verkehrs-Aktiengesellschaft. 5 października 1967 r. EVAG oddaje do użytku pierwszy odcinek torów premetra, a 28 maja 1977 uruchamia pierwszą linię, U18. 1 stycznia 1980 r. EVAG przystępuje do Verkehrsverbund Rhein-Ruhr i zostaje wcielona do spółki z o.o. Essener Versorgungs- und Verkehrsgesellschaft (EVV).
4 września 1999 r. na ulice Essen wyjeżdża pierwszy niskopodłogowy tramwaj. 1 czerwca 2001 r. następuje przekształcenie EVV w Essener Verkehrs-AG. W czerwcu 2009 r. przewoźnicy z Duisburga, Essen i Mülheim an der Ruhr zakładają wspólną spółkę-córkę Via Verkehrsgesellschaft mbH. Rozpoczyna ona działalność 2 listopada 2011 r. 31 grudnia 2016 r. Duisburg wycofuje się ze spółki Via. Via zostaje połączona z EVAG, 1 września 2017 r. EVAG i MVG łączą się w spółkę Ruhrbahn.

## Przedmiot działalności
Przedmiotem działalności spółki było prowadzenie publicznego transportu tramwajowego, autobusowego i kolejowego (Stadtbahn). W latach 1954–1957 spółka zajmowała się także przewozami trolejbusowymi, a w latach 1983–2000 testowała eksperymentalny system oparty na duobusach.

### Trolejbusy
W latach 1949–1957 dzielnice Stadtwald i Heisingen łączyła linia trolejbusowa o długości 4,6 km. W 1950 r. miała nastąpić znaczna rozbudowa sieci, ale dyrekcja kolei w Essen była przeciwna krzyżowaniu trolejbusowej i kolejowej sieci trakcyjnej. Jedyną linię zlikwidowano i zastąpiono autobusami.

### Duobusy
W latach 1983–2000 w Essen testowano system szybkiego transportu miejskiego łączący w sobie cechy autobusu torowego i duobusu. Duobusy korzystały częściowo z silnika elektrycznego zasilanego pałąkami z sieci trakcyjnej, a częściowo z silnika spalinowego. Trudności związane z przełączaniem duobusów z jednego trybu w drugi spowodowały stopniową rezygnację z ich eksploatacji i likwidację systemu.

## Galeria

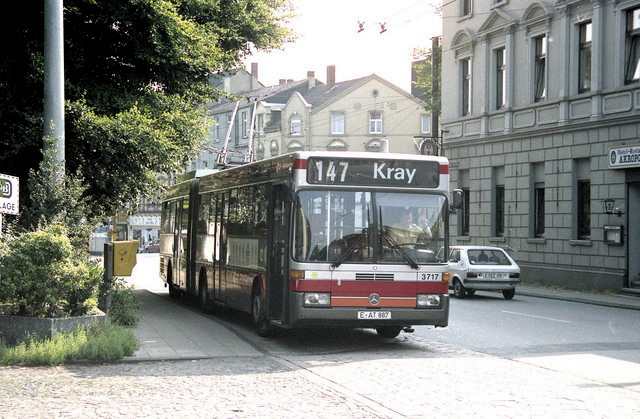
Duobus Mercedes-Benz O405GTD na pętli Kray w 1991 r.
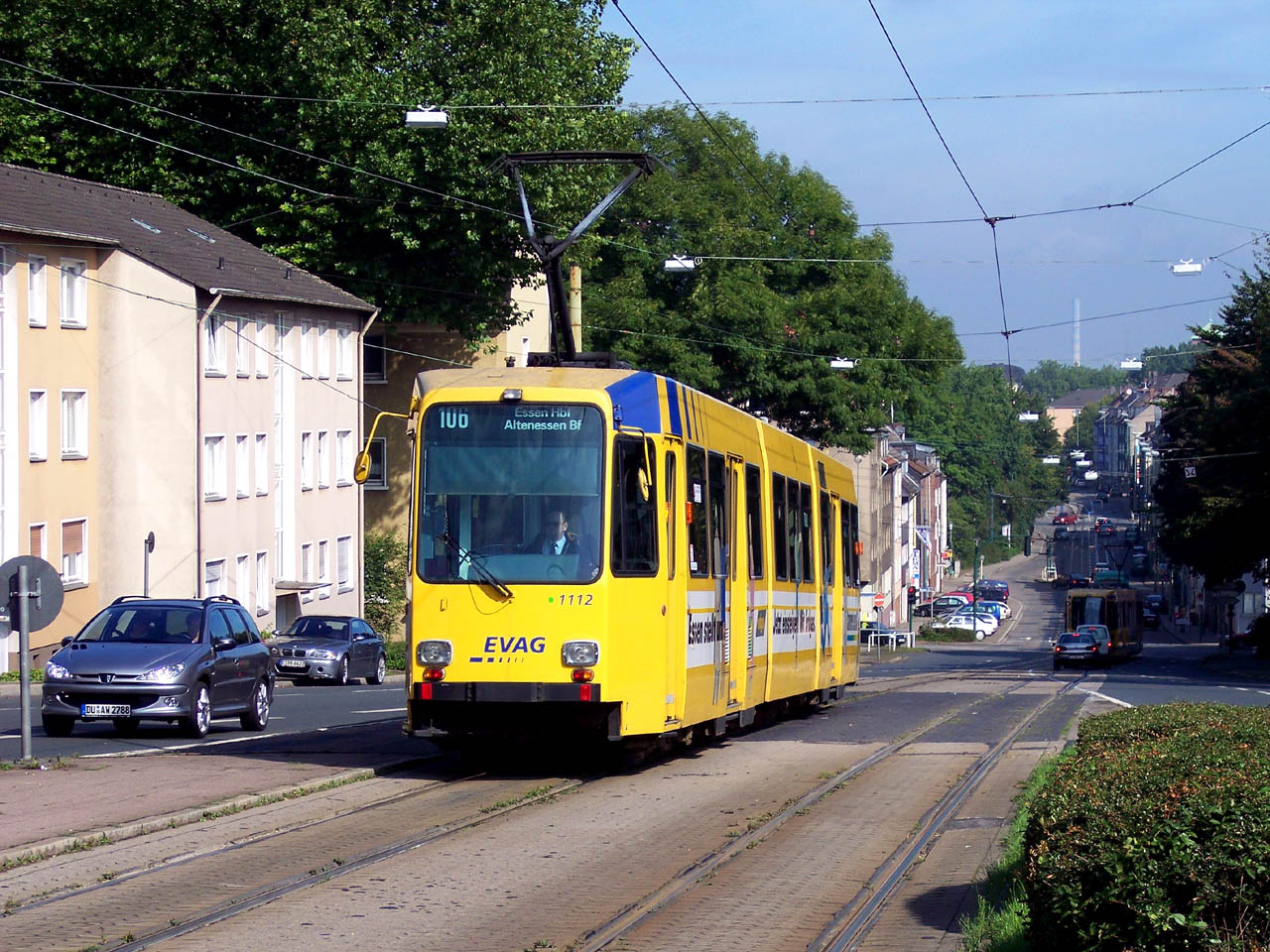
Tramwaj M8C na linii nr 106, 2005 r.
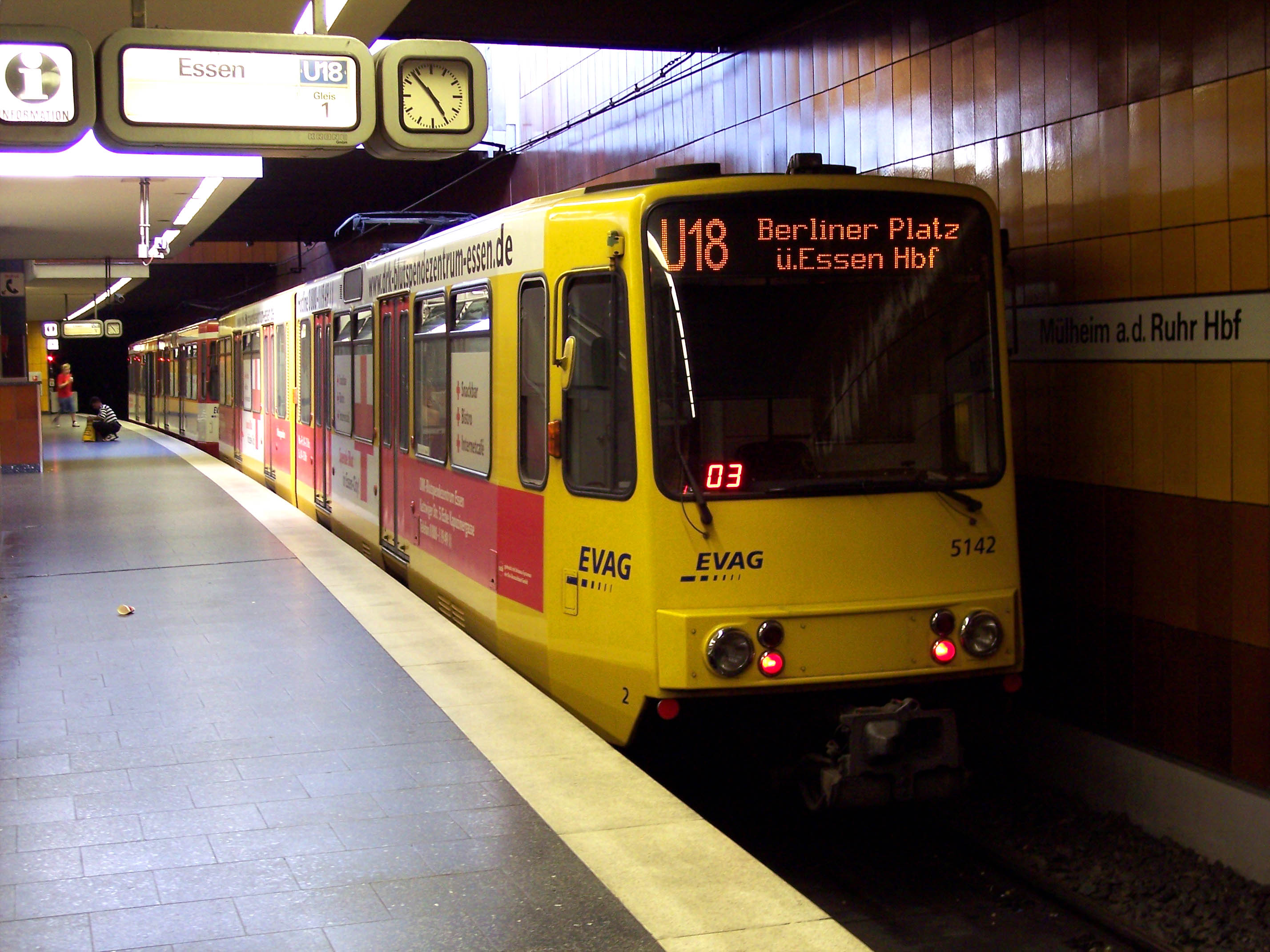
Wagon B80 na linii kolei miejskiej U18, 2005